# NGC 5387
NGC 5387 é uma galáxia espiral (Sbc) localizada na direcção da constelação de Virgo. Possui uma declinação de +06° 04' 14" e uma ascensão recta de 13 horas, 58 minutos e 24,7 segundos.
A galáxia NGC 5387 foi descoberta em 8 de Maio de 1864 por Albert Marth.